# Mapiri
Mapiri est une localité du département de La Paz en Bolivie située dans la province de Larecaja. Sa population s'élevait à 2 561 habitants en 2001.